# Liuboml
Liuboml (în ucraineană Лю́бомль) este orașul raional de reședință al raionului Liuboml din regiunea Volînia, Ucraina. În afara localității principale, nu cuprinde și alte sate.

## Demografie
Componența lingvistică a orașului Liuboml
     Ucraineană (98,05%)
     Rusă (1,72%)
     Alte limbi (0,14%)
Conform recensământului din 2001, majoritatea populației orașului Liuboml era vorbitoare de ucraineană (98,05%), existând în minoritate și vorbitori de rusă (1,72%).